# Das Geheimnis der Mondscheinsonate
Das Geheimnis der Mondscheinsonate ist ein niederländischer Kriminalfilm aus dem Jahre 1935 von Kurt Gerron, dessen erste holländische Inszenierung dies war. Der Geschichte liegt ein Kriminalroman der Autorin Willy Corsari zugrunde. 

## Handlung
Sascha Darinoff und Enrica Maerlant waren einst ein gefeiertes Tanzpaar, doch seit Enrica das Tanzen aufgegeben hat und den deutlich älteren und wohlhabenden Maerlant, einen Geschäftsmann mit zwei Kindern aus einer vorhergehenden Ehe, geheiratet hat, langweilt sie sich zu Tode. Eine erotische Affäre, so findet sie, würde ihr gut tun, und so kontaktiert sie erneut Sascha, um sich heimlich mit ihm des Nachts zu verabreden. Beide lassen sich fallen, und gemeinsame Erinnerungen an die schöne Zeit des Tanzens kommen wieder auf. Zu Ludwig van Beethovens Mondscheinsonate beginnen sie, zärtlich miteinander zu tanzen, da fällt ein Schuss: Tödlich getroffen sinkt Enrica zu Boden.
Kriminalinspektor Lund, ein gewissenhafter und strenger Polizist, übernimmt diesen Fall. Zunächst deutet alles darauf hin, dass Darinoff der Täter sein müsse, da seine Fußspuren gefunden wurden, obwohl Darinoff bestreitet, Enrica besucht zu haben. Maerlant aber behauptet, Darinoff, beim Sprung aus dem Fenster gesehen zu haben, nachdem der Schuss gefallen ist. Unter Druck gesteht Sascha Darinoff einen Mord, den er nicht begangen hat. Bald führen weitere Spuren aber auch in diverse andere Richtungen. Mehrere Bekannte Enricas haben gute Motive, sie ermorden zu wollen. Da ist zum Beispiel Lucie Maerlant, Enricas Stieftochter, die stets das Gefühl hatte, dass Enrica unablässig mit ihrem Verlobten Jan flirten würde, und Liesbeth, die Ehefrau von Maerlants Fahrer Thijs, glaubt sogar, dass Enrica eine Affäre mit ihrem Mann gehabt hätte. Yva, der derzeitigen Tanzpartnerin Darinoffs, gefiel wiederum nicht, dass Sascha in letzter Zeit sich allzu sehr Enrica gewidmet habe.  Auch Joop Maerlant, Lucies Bruder, kommt für die Bluttat infrage, denn er hat nach Enricas Tod einen Ring von ihr gestohlen. Fahrer Thijs wiederum macht sich höchst verdächtig, weil er eine falsche Aussage abgegeben hat. 
Bald darauf erkrankt Liesbeth schwer. Zwar ist sie nicht mehr imstande, ihrer Arbeit nachzugehen, aber sie wiederholt ständig, dass sie wisse, wer der Mörder sei. Als Inspektor Lund sie daraufhin besuchen will, verübt ein Unbekannter einen Mordanschlag auf die Frau, doch Lund gelingt es, sie zu retten. Der unbekannte Schütze entkommt unerkannt. Bald aber führt eine neue Spur Lund zu Lucie Maerlant. Dann erfolgt ein weiterer Mordanschlag, und diesmal ist der Inspektor selbst das Opfer. Nur knapp überlebt Lund, der zu wissen glaubt, wer hinter den Verbrechen steckt, einen Giftanschlag. Nach einem Tag Bettruhe ist er aber wieder auf den Beinen. Obwohl Thijs Darinoff schwer belastet hatte, schließt der Kriminalkommissar nun den Tänzer als Täter vollkommen aus. Er überführt vielmehr Katharina, Enricas ältere Schwester, die einst darauf gedrängt hatte, dass Enrica keine Affäre mit Darinoff beginnen möge. Daraufhin habe, so Katharina, Enrica gedroht, sie aus der Familie auszustoßen, was Katharina zutiefst beunruhigt hatte. Sie gesteht die Tat und zeigt Reue.

## Produktionsnotizen
Das Geheimnis der Mondscheinsonate wurde am 7. November 1935 in den Niederlanden uraufgeführt, die deutsche Premiere fand am 7. November 1984 im Dritten Programm des WDR statt.

## Kritik
„Alter Kriminalfilm nach den klassischen Motiven der Tätersuche und -entlarvung, der damals in den Niederlanden als erste wirklich spannende Produktion gewürdigt wurde.“